# Лоханиеми
Лоханиеми (фин. Lihaniemi) — полуостров на северо-западе России, на территории Выборгского района Ленинградской области.
Расположен в северной части Выборгского залива. Полуостров разделяет Тихую и Медянскую бухты. Самая северная точка — мыс Южное Копьё. Также на полуострове находятся мысы Дубовый, Уступ, Зиминский и др.
Рельеф полуострова преимущественно равнинный. Высочайшая точка 35 м.
Рядом с полуостровом глубины залива до 15 м. В полуостров врезаются бухты Большая Заводь, Карповая и Самоланлахти. Вдоль полуострова расположено много островов, крупнейший из которых Стеклянный.
На полуострове находится дом отдыха.